# Elezioni presidenziali in Ciad del 2006
Le elezioni presidenziali in Ciad del 2006 si tennero il 3 maggio.

## Risultati
| Candidati               | Partiti                                                 | Voti      | %     |
| ----------------------- | ------------------------------------------------------- | --------- | ----- |
| Idriss Déby             | Movimento Patriottico di Salvezza                       | 1 863 042 | 64,67 |
| Delwa Kassiré Koumakoye | Raggruppamento Nazionale per lo Sviluppo e il Progresso | 435 997   | 15,13 |
| Albert Pahimi Padacké   | Raggruppamento Nazionale per la Democrazia in Ciad      | 225 368   | 7,82  |
| Mahamat Abdoulaye       | Movimento Popolare per la Democrazia in Ciad            | 203 637   | 7,07  |
| Brahim Koulamallah      | Movimento Socialista Africano per il Rinnovamento       | 152 940   | 5,31  |
| Totale                  | Totale                                                  | 2 880 984 | 100   |

- Secondo la fonte, i voti validi ammontano a 2.880.989.